# Hroza (obwód dniepropetrowski)
Hroza (ukr. Гроза) – wieś na Ukrainie, w obwodzie dniepropetrowskim, w rejonie dnieprzańskim, w hromadzie Sołone. W 2001 liczyła 47 mieszkańców, spośród których 44 wskazało jako ojczysty język ukraiński, a 3 rosyjski.